# Booba
Booba，本名Élie Yaffa，1987年12月9日出生于塞夫尔，是一名法国男歌手。

## 生平
Booba出生于法国上塞纳省，他的父亲是塞内加尔裔，母亲则是法国人。Booba的童年及青少年生活尚无过多的公开细节，他的妹妹在一次采访中表示“他的家境较为富裕”，其生长的布洛涅-比扬古和默东也是巴黎近郊人均收入最高的市镇之一。1994年，Booba开始音乐创作，他与另一名饶舌歌手Ali组合创建了Lunatic乐队，后者自1996年起开始活跃。2001年，Booba发布了首张个人单曲《Repose en paix》，后又于2002年1月发布了首张个人专辑《Temps mort》。2003年，Lunatic乐队解散，此后Booba长期专注于个人专辑的制作中，同时也与多名艺人进行了合作。

## 作品风格
Booba的作品涉猎面极广，家庭、社会、政治、帮派生活等主题均有涉及。

## 专辑
- Temps mort（法语：Temps mort (album)）（2002年）
- Panthéon（法语：Panthéon (album)）（2004年）
- Ouest Side（法语：Ouest Side）（2006年）
- 0.9（法语：0.9）（2008年）
- Lunatic（法语：Lunatic (album)）（2010年）
- Futur（法语：Futur (album)）（2012年）
- D.U.C（法语：D.U.C）（2015年）
- Nero Nemesis（法语：Nero Nemesis）（2015年）
- Trône（法语：Trône (album)）（2017年）
- Ultra（法语：Ultra (album de Booba)）（2021年）
- Ad vitam æternam（法语：Ad vitam æternam）（2024年）

## 争议
Booba曾多次因盗窃及暴力等行为而入狱，此外他因一些摇摆不定及特立独行的观点而遭到批评。他曾与多名公众人物发生过不悦，其中尤以2018年和Kaaris在巴黎-奥利机场的打架斗殴事件为甚。2022年，Booba曾猛烈抨击法国女主持人Magali Berdah，并将其依靠自身影响力而盗取他人成果的行为称为“Influvoleur”。